# Victoria Morillo
Victoria Morillo (c. 2008) es una estudiante venezolana. En 2024, al día siguiente de las elecciones presidenciales de Venezuela el mismo año, fue arrestada por fuerzas de seguridad, a pesar de no participar en las protestas poselectorales. Fue detenida por al menos un mes, siendo excarcelada con medidas cautelares. 

## Detención
Victoria Morillo es estudiante de la Orquesta Sinfónica, ha sido modelo, y durante las vacaciones ha trabajado como recepcionista en una oficina. El 29 de julio de 2024, al día siguiente de las elecciones presidenciales de Venezuela el mismo año, fue detenida en Caracas por fuerzas de seguridad junto a su prima, cuando habían salido a pasear y a pesar de no participar en las protestas poselectorales. Al momento de su arresto acababa de pasar al quinto año de bachillerato.
Su madre, Carmen Morillo, pidió su liberación. También declaró que fue trasladada a Maripérez, en Caracas, y de allí fue llevada a la Zona 7 de Boleíta, estación de la Policía Nacional Bolivariana (PNB). Posteriormente fue trasladada a un centro de detención desconocido.Carlos Trapani, director de Centros Comunitarios de Aprendizaje (CECODAP), declaró que los menores de edad tienen permitido participar en manifestaciones pacíficas y denunció que la Ley Orgánica para la Protección del Niño, Niña y Adolescente establece que los menores de edad no pueden ser recluidos en centros de detención de adultos, estableciendo que «Los adolescentes deben estar siempre separados de los adultos cuando estén en prisión preventiva o cumpliendo sanción privativa de libertad».La organización de derechos humanos Foro Penal había registrado 1.102 detenciones desde el 29 de julio, incluyendo a 100 adolescentes, para el 6 de agosto.
Para el 3 de septiembre Victoria había sido excarcelada con medidas cautelares, incluyendo prohibición de salida del país, prohibición para asistir a reuniones determinadas y presentación ante tribunales cada ocho días (durante 45 días).